# Tour du Doubs 2006
Il Tour du Doubs 2006, ventunesima edizione della corsa e valida come evento dell'UCI Europe Tour 2006 categoria 1.1, si svolse il 2 luglio 2006 su un percorso totale di 195 km. Fu vinto dal francese Yoann Le Boulanger che terminò la gara in 4h43'39", alla media di 41,248 km/h.
Al traguardo 28 ciclisti portarono a termine il percorso.

## Ordine d'arrivo (Top 10)
| Pos. | Corridore          | Squadra         | Tempo    |
| ---- | ------------------ | --------------- | -------- |
| 1    | Yoann Le Boulanger | Bouygues Tél.   | 4h43'39" |
| 2    | Mickaël Buffaz     | Agritubel       | a 42"    |
| 3    | Frédéric Finot     | F. des Jeux     | a 57"    |
| 4    | Yann Pivois        | Bretagne        | a 59"    |
| 5    | Éric Leblacher     | F. des Jeux     | a 1'09"  |
| 6    | Nico Sijmens       | Landbouwkrediet | a 2'20"  |
| 7    | Hubert Dupont      | AG2R Prév.      | a 2'45"  |
| 8    | Maxime Méderel     | Auber 93        | a 3'41"  |
| 9    | Julien Mazet       | Auber 93        | s.t.     |
| 10   | Thierry De Groote  | Jartazi         | a 4'04"  |